# سنغ سفيد (بربرود الغربي)
سنغ سفید (بالفارسية: سنگ سفید) هي قرية تقع في إيران في قسم بربرود الغربي الریفي. يقدر عدد سكانها بـ 274 نسمة .